# Wedding Album
Wedding Album é o terceiro álbum de estúdio de John Lennon e Yoko Ono, sucessor de dois álbuns experimentais do casal.
Assim como os anteriores, o álbum recebeu em maioria críticas negativas da mídia especializada. Em sua versão em CD, foi incluída a música "Don't Worry Kyoko (Mummy's Only Looking for Her Hand in the Snow)", canção que desde então Yoko Ono executou em suas apresentações.

## Faixas
Todas as músicas por John Lennon e Yoko Ono, exceto onde indicado.
| Lado A |               |         |  |
| N.º    | Título        | Duração |  |
| 1.     | "John & Yoko" | 22:44   |  |

| Lado B |             |         |  |
| N.º    | Título      | Duração |  |
| 2.     | "Amsterdam" | 25:00   |  |

| Faixas bônus (versão em CD) |                                                                           |         |  |
| N.º                         | Título                                                                    | Duração |  |
| 3.                          | "Who Has Seen the Wind?" (Ono)                                            | 2:05    |  |
| 4.                          | "Listen, the Snow Is Falling" (Ono)                                       | 3:25    |  |
| 5.                          | "Don't Worry Kyoko (Mummy's Only Looking for Her Hand in the Snow)" (Ono) | 2:35    |  |

## Ficha técnica
- John Lennon – guitarras, teclados, batidas cardíacas, vocais
- Yoko Ono – vocais, batidas cardíacas, outros sons
- Klaus Voormann – guitarra, baixo
- Nicky Hopkins – piano, sinos
- Hugh McCracken – piano, sinos